# Sharon Leal
Sharon Ann Leal (Tucson, Arizona, 17 de octubre de 1972) es una actriz y cantante estadounidense, reconocida por sus papeles en películas como Dreamgirls, This Christmas, Why Did I Get Married?, Why Did I Get Married Too? y por su participación en series de televisión como Legacy, Guiding Light y Boston Public. En 2014 protagonizó la película Addicted, donde interpreta a una mujer exitosa(Zoe) que debe afrontar su adicción al sexo.

## Filmografía

### Cine
| Año  | Título                                    | Rol             | Notas |
| ---- | ----------------------------------------- | --------------- | ----- |
| 2000 | Face the Music                            | Tracie          |       |
| 2006 | Dreamgirls                                | Michelle Morris |       |
| 2007 | Motives 2                                 | Nina            |       |
| 2007 | Why Did I Get Married?                    | Dianne Brock    |       |
| 2007 | This Christmas                            | Kelli Whitfield |       |
| 2008 | Soul Men                                  | Cleo Whitfield  |       |
| 2008 | Linewatch                                 | Angela Dixon    |       |
| 2009 | Limelight                                 | Nina            |       |
| 2010 | Why Did I Get Married Too?                | Dianne Brock    |       |
| 2011 | Little Murder                             | Jennifer        |       |
| 2012 | Woman Thou Art Loosed: On the Seventh Day | Kari Ames       |       |
| 2013 | The Last Letter                           | Cathrine Wright |       |
| 2013 | 1982                                      | Shenae Brown    |       |
| 2014 | Freedom                                   | Vanessa         |       |
| 2014 | Addicted                                  | Zoe             |       |
| 2017 | Shot                                      | Phoebe          |       |
| 2018 | Amateur (película de 2018)                |                 |       |

### Televisión
| Año         | Título                            | Rol                          | Notas                                                               |
| ----------- | --------------------------------- | ---------------------------- | ------------------------------------------------------------------- |
| 1998–1999   | Legacy                            | Marita                       | Rol regular                                                         |
| 1996–1999   | Guiding Light                     | Dahlia Crede                 | Rol regular                                                         |
| 2000–2004   | Boston Public                     | Marilyn Sudor                | Rol regular                                                         |
| 2005        | Las Vegas                         | Nina                         | Episodio: "Sperm Whales and Spearmint Rhinos"                       |
| 2004–2005   | LAX                               | Monique DeSouza              | Rol regular                                                         |
| 2007        | CSI: Miami                        | Lauren Sloan                 | Episodio: "Internal Affairs"                                        |
| 2009        | Private Practice                  | Dra. Sonya Nichols           | Rol regular                                                         |
| 2010–2011   | Hellcats                          | Vanessa Lodge                | Rol regular                                                         |
| 2011        | Suits                             | Lisa Parker                  | Rol regular                                                         |
| 2012        | Person of Interest                | Dra. Madeleine Enright       | Episodio: "Critical"                                                |
| 2014        | Perception                        | Inspectora Liza Brahms       | Episodio: "Obsession"                                               |
| 2014        | Grimm                             | Tyler "Zuri" Ellis           | Rol regular                                                         |
| 2016        | Recovery Road                     | Charlotte Graham             | Rol principal                                                       |
| 2016        | Dead of Summer                    | Renee Tyler                  | Rol regular                                                         |
| 2016–2021   | Supergirl                         | M'gann M'orzz / Miss Martian | Elenco recurrente (temporadas 2, 5-6) Elenco invitado (temporada 3) |
| 2018        | The Good Doctor                   | Dra. Claire Browne's Mother  | Episodio: "Pain"                                                    |
| 2018        | Instinct                          | Jasmine Goodman              | Rol principal                                                       |
| 2022 - 2024 | Pretty Little Liars: Original Sin | Sidney Haworthe              | Rol recurrente                                                      |